# Boyz Unlimited
Boyz Unlimited es una serie de comedia británica que se emitió en Channel 4 del 5 de febrero al 12 de marzo de 1999. Una sátira de seis partes sobre la industria musical, presentó a Nigel Gacey (Frank Harper), un criminal de carrera, dándose un año para formar su propia boy band. Producida por Hat Trick Productions y acreditada como escrita íntegramente por Richard Osman, en realidad fue escrita por Osman junto con el dúo cómico de David Walliams y Matt Lucas. Las calificaciones y la recepción crítica fueron malas y no se ordenaron más episodios de la serie; Walliams afirmaría más tarde que sus experiencias hicieron que tanto él como Lucas se negaran a trabajar con Hat Trick en proyectos posteriores durante muchos años, y las experiencias de Osman le harían perder la confianza en su capacidad de escritura.

## Argumento
Nigel Gacey (Frank Harper), un exitoso ladrón armado y estafador, decide darse un año para formar su propia boy band. Habiendo encontrado a Gareth Jones (James Corden), realiza un anuncio en The Stage solicitando miembros de la banda, de donde reúne a Giles Hornchurch (Lee Williams), Jason Jackson (Adam Sinclair) y Nicky Vickery (Billy Worth); Después de rebautizar a Hornchurch con el nombre más comercializable de Scott Le Tissier, el cuarteto firma con un sello discográfico, cuyo ejecutivo los rebautiza como Boyz Unlimited de una lista de nombres de bandas comercializables. Otras historias incluyen a la exdirectora de escuela de Vickery embarazada del hijo del mismo, Jackson siendo perseguido por cobradores de deudas que buscan la devolución de £ 20 000, los padres de Hornchurch en huelga de hambre, y una rivalidad con Boys Ltd, una boy band que se formó justo antes que ellos.

## Reparto
Fuente:
- Frank Harper como Nigel Gacey.
- James Corden como Gareth Jones.
- Adam Sinclair como Jason Jackson.
- Lee Williams como Giles Hornchurch/Scott Le Tissier.
- Billy Worth como Nicky Vickery.
- Jo Whiley como Narrador.
- Vincenzo Nicoli como Mick McNamara.
- John Hodgkinson como Steve Peebles.
- Anna Wilson-Jones como Katie May.

## Antecedentes y producción
En la década de 1990, las boy bands eran populares, con grupos como New Kids on the Block, Take That, Boyzone y 911 logrando éxito durante este período. GMTV intentó ingresar al mercado con su propia boy band, The One, y 2point4 Children transmitió una historia en la que el hijo adolescente del programa se unía a una boy band llamada Boyband. Además, BBC One transmitió un episodio de Inside Story llamado The Band is Born, que lanzó la carrera de Upside Down, y luego, inspirados por eso, David Walliams y Matt Lucas usaron su serie de comedia de Comedy Central (entonces Paramount) Mash and Peas para satirizar el género.
Después de que Paramount transmitiera la serie, Hat Trick Productions invitó al dúo a producir una serie de seis capítulos para Channel 4, y el dúo comenzó a escribir la serie con Richard Osman de la anterior firma, con quien Walliams había trabajado anteriormente, y cuyo hermano era Mat Osman, el bajista de Suede. En ese momento, Lucas y Walliams entendieron que protagonizarían la serie como parodias de Gary Barlow y Howard Donald.
Walliams escribió en su autobiografía de 2012, Camp David, que Lucas y Osman no se llevaban bien, y que en diciembre de 1997, Walliams, Lucas y su agente fueron convocados a las oficinas de Jimmy Mulville de Hat Trick, quien amonestó extensamente a ambos antes de ordenarles abandonar su oficina; también alegó que el dúo solo firmó la autorización para permitir que Hat Trick hiciera el programa después de que su agente les dijera que nunca volverían a trabajar en televisión si no lo hacían, y que durante casi una década después, tanto él como Lucas se negaron a aparecer en cualquier programa producido por Hat Trick.
El programa fue rodado a finales de 1998, y dirigido por Liddy Oldroyd. El rodaje se llevó a cabo durante siete semanas, con Phil Harding e Ian Curnow produciendo las canciones de la serie. El personaje de Gareth Jones era un pastiche suelto de Barlow, y Lucas originalmente lo había escrito para sí mismo. Billy Worth, que interpretó a Nicky Vickery, había sido anteriormente miembro de The One de GMTV.

## Lanzamiento, recepción y eventos posteriores
El programa fue promocionado con artículos en NME y The Independent. Ambos artículos afirmaban que Osman había escrito y producido el programa, y este último afirmaba que fue Osman quien se inspiró en el documental sobre la creación de Upside Down. Por coincidencia, el programa fue transmitido unos meses después de The Young Person's Guide to Becoming a Rock Star de Bryan Elsley, y unas semanas después de uno de los temas versionados por Boyz Unlimited, «A Little Bit More» de Dr. Hook & The Medicine Show, encabezó la UK Singles Chart, la lista de sencillos del Reino Unido en forma de una versión de 911; Osman utilizó un artículo de enero de 1999 para señalar que la canción había sido seleccionada específicamente debido a que su letra gráfica era «demasiado de mal gusto para una audiencia prepúber y, por lo tanto, ideal para fines cómicos».
El programa se estrenó el 5 de febrero de 1999, y recibió una recepción crítica generalmente negativa. W. Stephen Gilbert de The Times consideró que The Young Person's Guide to Becoming a Rock Star hacía redundante a Boyz Unlimited y criticó su estilo documental, con el argumento de que «pocos actores (ciertamente pocos actores jóvenes) son expertos en interpretar papeles "reales" tan si no está escrito», y opinó que Hat Trick debería haber «saber mejor que producir una lección objetiva sobre cómo no entretener al mercado juvenil». Otra reseña, de The Herald, describió a Boyz Unlimited con aproximadamente «una cuarta parte del estilo» de The Young Person's Guide to Becoming a Rock Star, y una reseña de Mark Lewisohn, que describió el programa como un «ataque salvaje y cínico», impulsó a Walliams y Lucas a aligerar el tono de sus trabajos posteriores. Una reseña retrospectiva de Popjustice de 2007 fue un poco más positiva y opinó que «gran parte del brillante guion está bastante mal ejecutado, pero los chistes son lo suficientemente fuertes como para significar que el programa todavía vale media hora de tu tiempo».
El programa también tuvo una mala calificación en su lanzamiento inicial, y rápidamente quedó claro que el programa no volvería a ser comisionado para una nueva temporada, después de que su último episodio se emitiera el 12 de marzo de 1999. Osman lanzaría más tarde el libro El club del crimen de los jueves en septiembre de 2020, que logró un éxito masivo y que The Guardian describió como «la [obra literaria de] ficción más grande desde Harry Potter»; En 2021, utilizó una entrevista con GQ para sugerir que el fracaso de Boyz Unlimited afectó su confianza durante años. Más tarde, Mulville se disculpó con Walliams por su trato con él y Lucas después de encontrarse con él en una cena, habiéndoselo encontrado recientemente en Old Compton Street en Soho mientras estaba con Lucas y Geoff Posner, y luego le escribió a Lucas una carta de disculpa; al momento de haber escrito Camp David, Osman no se había disculpado por asumir enteramente el crédito de haber escrito la serie.